# Референдумы в Швейцарии (1957)
Референдумы в Швейцарии проходили 3 марта и 24 ноября 1957 года. В марте проходили конституционные референдумы по федеральным резолюциям о внесении Статьи 22-бис относительно гражданской защиты и Статьи 36-бис о радио и телевидении. Оба были отклонены  В ноябре прошли референдумы о введении в Конституцию Статьи 24-5 о ядерной энергетики и радиационной защите и по федеральной резолюции о продлении федерального закона о хлебопродуктах. Оба предложения были одобрены.

## Результаты

### Март: Конституционная поправка о гражданской защите
| Выбор                                | Общее голосование | Общее голосование | Кантоны | Кантоны | Кантоны |
| Выбор                                | Голосов           | %                 | Полных  | Полу-   | Всего   |
| ------------------------------------ | ----------------- | ----------------- | ------- | ------- | ------- |
| За                                   | 361 028           | 48,1              | 12      | 4       | 14      |
| Против                               | 389 633           | 51,9              | 7       | 2       | 8       |
| Пустых бюллетеней                    | 25 384            | –                 | –       | –       | –       |
| Недействительных бюллетеней          | 1 670             | –                 | –       | –       | –       |
| Всего                                | 777 715           | 100               | 19      | 6       | 22      |
| Зарегистрированных избирателей/ Явка | 1 464 540         | 53,1              | –       | –       | –       |
| Источник: Nohlen & Stöver            |                   |                   |         |         |         |

### Март: Конституционная поправка о радио и телевидении
| Выбор                                | Общее голосование | Общее голосование | Кантоны | Кантоны | Кантоны |
| Выбор                                | Голосов           | %                 | Полных  | Полу-   | Всего   |
| ------------------------------------ | ----------------- | ----------------- | ------- | ------- | ------- |
| За                                   | 319 766           | 42,8              | 9       | 3       | 10,5    |
| Против                               | 428 080           | 57,2              | 10      | 3       | 11,5    |
| Пустых бюллетеней                    | 26 199            | –                 | –       | –       | –       |
| Недействительных бюллетеней          | 1 418             | –                 | –       | –       | –       |
| Всего                                | 775 463           | 100               | 19      | 6       | 22      |
| Зарегистрированных избирателей/ Явка | 1 464 540         | 52,9              | –       | –       | –       |
| Источник: Nohlen & Stöver            |                   |                   |         |         |         |

### Ноябрь: Конституционная поправка о ядерной энергетике
| Выбор                                | Общее голосование | Общее голосование | Кантоны | Кантоны | Кантоны |
| Выбор                                | Голосов           | %                 | Полных  | Полу-   | Всего   |
| ------------------------------------ | ----------------- | ----------------- | ------- | ------- | ------- |
| За                                   | 491 745           | 77,3              | 19      | 6       | 22      |
| Против                               | 144 151           | 22,7              | 0       | 0       | 0       |
| Пустых бюллетеней                    | 30 487            | –                 | –       | –       | –       |
| Недействительных бюллетеней          | 1 459             | –                 | –       | –       | –       |
| Всего                                | 667 842           | 100               | 19      | 6       | 22      |
| Зарегистрированных избирателей/ Явка | 1 469 328         | 45,5              | –       | –       | –       |
| Источник: Nohlen & Stöver            |                   |                   |         |         |         |

### Ноябрь: Продление федерального закона о хлебопродуктах
| Выбор                                | Общее голосование | Общее голосование | Кантоны | Кантоны | Кантоны |
| Выбор                                | Голосов           | %                 | Полных  | Полу-   | Всего   |
| ------------------------------------ | ----------------- | ----------------- | ------- | ------- | ------- |
| За                                   | 401 768           | 62,7              | 19      | 5       | 21,5    |
| Против                               | 239 295           | 37,3              | 0       | 1       | 0,5     |
| Пустых бюллетеней                    | 25 985            | –                 | –       | –       | –       |
| Недействительных бюллетеней          | 1 315             | –                 | –       | –       | –       |
| Всего                                | 668 363           | 100               | 19      | 6       | 22      |
| Зарегистрированных избирателей/ Явка | 1 469 328         | 45,5              | –       | –       | –       |
| Источник: Nohlen & Stöver            |                   |                   |         |         |         |